# Felicidades (película)
Felicidades, conocida internacionalmente como Merry Christmas, es una película argentina dirigida por Lucho Bender, con producción ejecutiva de Cecilia Hecht, descrita como un "drama con tintes de comedia negra y surrealismo". Fue seleccionada para representar a la Argentina en los premios Óscar en el año 2000. Obtuvo el Premio Cóndor a la mejor ópera prima y a la revelación masculina por Alfredo Casero.

## Sinopsis
Transcurre en la víspera de Navidad. Pequeñas historias que involucran a decenas de personajes confluyen en la celebración de Nochebuena; cuenta cómo una fecha que debería sacar lo mejor de la gente más bien termina produciendo el efecto contrario. La trama es una antítesis de los clásicos navideños norteamericanos.

## Elenco
- Gastón Pauls - Julio
- Pablo Cedrón - Rodolfo
- Silke - Laura
- Alfredo Casero - Fredi
- Cacho Castaña - Cueto
- Luis Machín - Juanchi
- Carlos Belloso - Jaime
- Marcelo Mazzarello - Héctor
- Fabián Arenillas - Aguilera
- Eduardo Ayala
- Federico Cammarota
- Mariana Arias
- Catalina Speroni
- Jorge Román
- Anahí Martella
- Gabo Correa
- Chela Cardalda

## Reseñas
- Por Diego Lerer, en Clarín Archivado el 7 de enero de 2008 en Wayback Machine.
- Por Juan José Dimilta, en Leedor.com
- Por Maximo Esseverri, en Cineismo.com
- Por Diego P, en Sueños a pila